# Cacau
Claudemir Jerônimo Barretto (Santo André, 1981. március 27. –) vagy egyszerűen Cacau Brazíliában született német labdarúgó csatár. Jelenleg a  Stuttgart II játékosa. Cacau 2009-ben megkapta a német állampolgárságot, és még ez év májusában debütált a kínai labdarúgó-válogatott ellen. Tagja a német keretnek a 2010-es labdarúgó-világbajnokságon.

## Pályafutása

### Klub szinten
Cacau a német ötödik-ligás Türk Gücü München-ben kezdte meg a pályafutását a 2000-01-es szezonban, 2001-ben csatlakozott a  Nürnberg utánpótlás csapatához. 2001. november 18-án mutatkozott be a Bundesliában a Hansa Rostock ellen. A szezon során 17 mérkőzésen 6 gólt szerzett, majd a következő szezonban 27 mérkőzésen 2  gólt. Cacau 2003-ban eligazolt Stuttgart-hoz, a szezon során 12 gólig jutott a bajnokságban, ezzel ő lett a házi góllövőlistán a második. 2010-ben plusz hároméves szerződést írt alá a Stuttgarttal.

### A válogatottban
Bár Cacau Brazíliában született, őt soha sem kereste a brazíliai válogatott.
2009 februárjában választhatott, hogy akar-e játszani a német válogatottban, miután megkapta a német útlevelet, mert már több mint 5 éven keresztül játszott Németországban.
2009. május 19-én Joachim Löw hívta fel Cacaut, hogy legyen a válogatott tagja.
2009. május 29-én debütált a Német labdarúgó-válogatott-ban Kínai labdarúgó-válogatott ellen, Mario Gomez cseréjeként. Első gólja után egyből jött a második 2010. május 13-án a máltai labdarúgó-válogatott ellen.
A 2010-es labdarúgó-világbajnokságon gólt lőtt Ausztráliának 1 perc 52 másodperccel a becserélése után.

### Góljai a válogatottban
| 1.                            | 2010. május 13.  | New Tivoli, Aachen, Németország                        | Málta        | 1–0 | 3–0 | Barátságos                       |
| 2.                            | 2010. május 13.  | New Tivoli, Aachen, Németország                        | Málta        | 2–0 | 3–0 | Barátságos                       |
| 3.                            | 2010. május 29.  | Puskás Ferenc Stadion, Budapest, Magyarország          | Magyarország | 3–0 | 3–0 | Barátságos                       |
| 4.                            | 2010. június 13. | Moses Mabhida Stadion, Durban, Dél-afrikai Köztársaság | Ausztrália   | 4–0 | 4–0 | 2010-es labdarúgó-világbajnokság |
| 2010. június 13-án frissítve. |                  |                                                        |              |     |     |                                  |

## Magánélete
Keresztény.